# ルション (競走馬)
ルション (Rousillon) は、アメリカ生産の競走馬。イギリス、日本で種牡馬として供用された。ムーラン・ド・ロンシャン賞、サセックスステークス、クイーンアンステークス（当時G2）などを勝っている。

## 戦績
2歳時にデビュー戦を1着で勝ち上がると3歳時には2000ギニートライアルステークスにてチーフシンガーに1馬身差の勝利、プール・デッセ・デ・プーラン（フランス2000ギニー）に出走するも6着。続いてアイルランド2000ギニーに出走するがサドラーズウェルズの5着となる。休養をはさみ8月のサセックスステークスを1位入線するも降着しチーフシンガーの5着、次走クリスタルマイルで勝利し10月のフォレ賞に出走するも3着。
4歳時の初戦は6月、クイーンアンステークス（当時G2）に勝利するとサセックスステークス、ムーランドロンシャン賞とG1競走を2連勝する。11月のブリーダーズカップマイルに出走しコジーンの8着に敗れるとこれを最後に引退した。

## 種牡馬成績
引退後はイギリスで種牡馬になったあと日本にて種牡馬生活を送る。アイルランドに残してきた産駒のVintage Cropがアイリッシュセントレジャー、メルボルンカップを勝っている。アメリカにもエディーリードハンデキャップ、サイテーションハンデキャップを制したFastnessがいる。
日本での産駒には川崎記念を勝ったインテリパワーやNHK杯、福島記念、七夕賞を勝ったマイネルブリッジなどがいる。2004年をもって種牡馬を引退し日本軽種馬協会那須種馬場で功労馬として繋養されていたが、2009年10月26日に老衰のため死亡した。
ブルードメアサイアーとしては日本ダービー馬ウオッカを輩出した。

### 主な産駒
- Vintage Crop（アイリッシュセントレジャー連覇、メルボルンカップ）
- Fastness（エディーリードハンデキャップ連覇、ブリーダーズカップ・マイル2着）
- インテリパワー（川崎記念、ダイオライト記念、浦和記念）
- マイネルブリッジ（NHK杯、福島記念、七夕賞）

### 母の父としての主な産駒
- ウオッカ（父タニノギムレット）：日本ダービー、ジャパンカップ、天皇賞（秋）、安田記念連覇、ヴィクトリアマイル、阪神ジュベナイルフィリーズ、チューリップ賞

## 血統
父・リヴァーマンはプール・デッセ・デ・プーラン (G1) 、イスパーン賞 (G1) などを勝っている。種牡馬として成功を収めており、多数活躍馬を輩出している。詳細は同馬の項を参照。

### 血統表
| ルションの血統リヴァーマン系 / Nasrullah 3x5=15.63% Sir Gallahad-Bull Dog 5x5=6.25% | ルションの血統リヴァーマン系 / Nasrullah 3x5=15.63% Sir Gallahad-Bull Dog 5x5=6.25% | ルションの血統リヴァーマン系 / Nasrullah 3x5=15.63% Sir Gallahad-Bull Dog 5x5=6.25% | （血統表の出典）        | （血統表の出典） |
| 父 Riverman 1969 鹿毛                                                               | 父の父Never Bend 1960 黒鹿毛                                                        | Nasrullah                                                                           | Nearco                  | Nearco           |
| 父 Riverman 1969 鹿毛                                                               | 父の父Never Bend 1960 黒鹿毛                                                        | Nasrullah                                                                           | Mumtaz Begum            |                  |
| 父 Riverman 1969 鹿毛                                                               | 父の父Never Bend 1960 黒鹿毛                                                        | Lalun                                                                               | Djeddah                 | Djeddah          |
| 父 Riverman 1969 鹿毛                                                               | 父の父Never Bend 1960 黒鹿毛                                                        | Lalun                                                                               | Be Faithful             |                  |
| 父 Riverman 1969 鹿毛                                                               | 父の母River Lady 1963 鹿毛                                                          | Prince John                                                                         | Princequillo            | Princequillo     |
| 父 Riverman 1969 鹿毛                                                               | 父の母River Lady 1963 鹿毛                                                          | Prince John                                                                         | Not Afraid              |                  |
| 父 Riverman 1969 鹿毛                                                               | 父の母River Lady 1963 鹿毛                                                          | Nile Lily                                                                           | Roman                   | Roman            |
| 父 Riverman 1969 鹿毛                                                               | 父の母River Lady 1963 鹿毛                                                          | Nile Lily                                                                           | Azalea                  |                  |
| 母 *ベルドリーヌ Belle Dorine 1977 黒鹿毛                                           | 母の父Marshua's Dancer                                                              | Raise a Native                                                                      | Native Dancer           | Native Dancer    |
| 母 *ベルドリーヌ Belle Dorine 1977 黒鹿毛                                           | 母の父Marshua's Dancer                                                              | Raise a Native                                                                      | Raise You               |                  |
| 母 *ベルドリーヌ Belle Dorine 1977 黒鹿毛                                           | 母の父Marshua's Dancer                                                              | Marshua                                                                             | Nashua                  | Nashua           |
| 母 *ベルドリーヌ Belle Dorine 1977 黒鹿毛                                           | 母の父Marshua's Dancer                                                              | Marshua                                                                             | Emardee                 |                  |
| 母 *ベルドリーヌ Belle Dorine 1977 黒鹿毛                                           | 母の母Palsy Walsy                                                                   | Sea O Erin                                                                          | Shannon                 | Shannon          |
| 母 *ベルドリーヌ Belle Dorine 1977 黒鹿毛                                           | 母の母Palsy Walsy                                                                   | Sea O Erin                                                                          | Chantress               |                  |
| 母 *ベルドリーヌ Belle Dorine 1977 黒鹿毛                                           | 母の母Palsy Walsy                                                                   | Allie's Pal                                                                         | War Dog                 | War Dog          |
| 母 *ベルドリーヌ Belle Dorine 1977 黒鹿毛                                           | 母の母Palsy Walsy                                                                   | Allie's Pal                                                                         | Our Cherrycote F-No.8-k |                  |